# Stazione di Lonato
Stazione di Lonato vasútállomás Olaszországban, Lombardia régióban, Lonato del Garda településen.

## Vasútvonalak
Az állomást az alábbi vasútvonalak érintik:
- Milánó–Velence-vasútvonal

## Kapcsolódó állomások
A vasútállomáshoz az alábbi állomások vannak a legközelebb:
- Stazione di Ponte San Marco-Calcinato
- Stazione di Desenzano del Garda-Sirmione